# Polizei (Vereinigte Staaten)

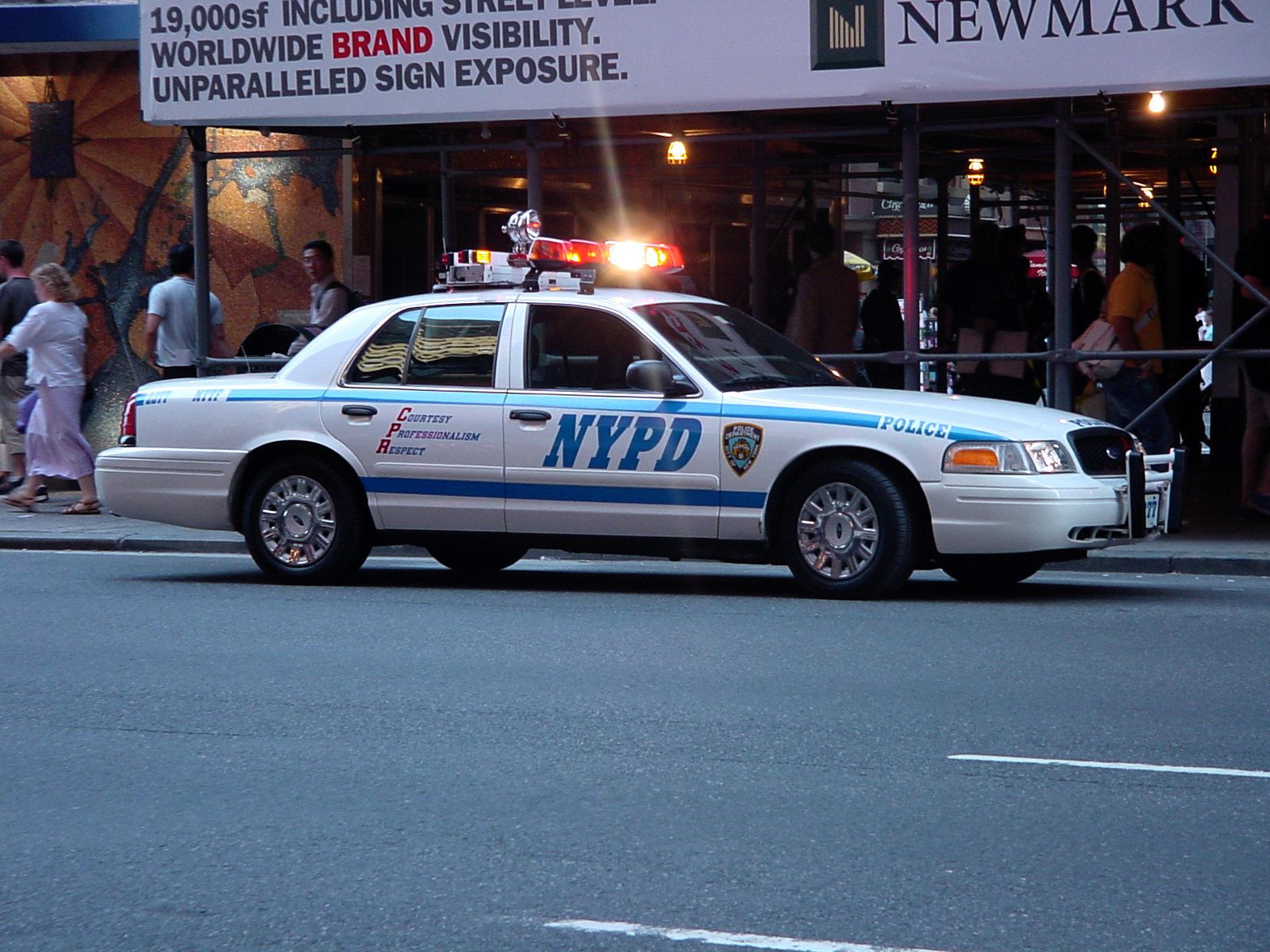
Polizei in New York City

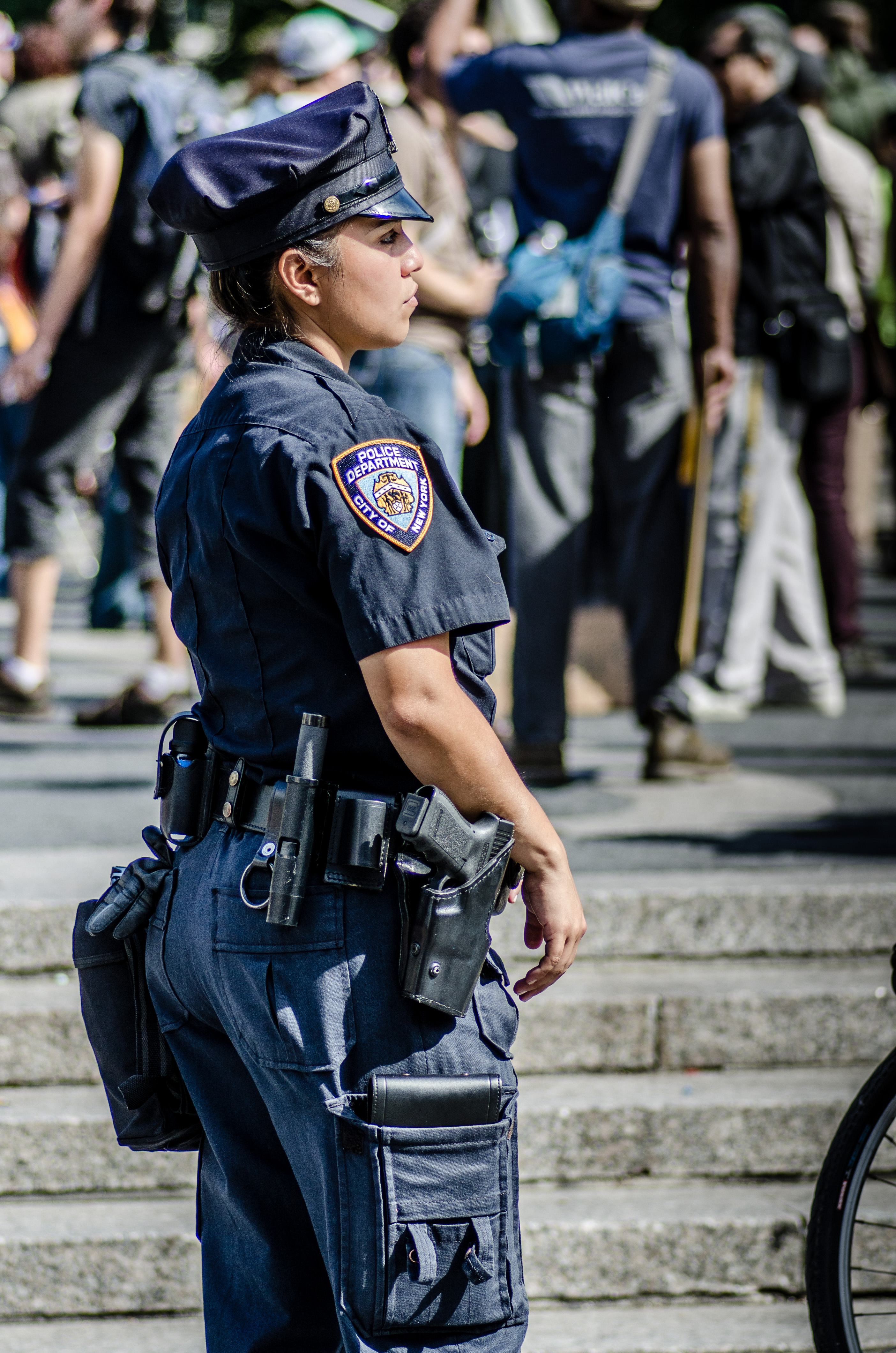
Polizistin des NYPD

Die Polizei in den Vereinigten Staaten besteht aus vielen einzelnen Polizeiorganisationen auf vielen verschiedenen Ebenen des föderalen Systems. Knapp 18.000 weitgehend voneinander unabhängige Organisationen nehmen in den USA Polizeibefugnisse wahr (Stand 2016). Insgesamt sind in den USA mehr als 1,2 Millionen Polizisten (ohne Bundespolizeien) im Dienst.

## Zuständigkeiten

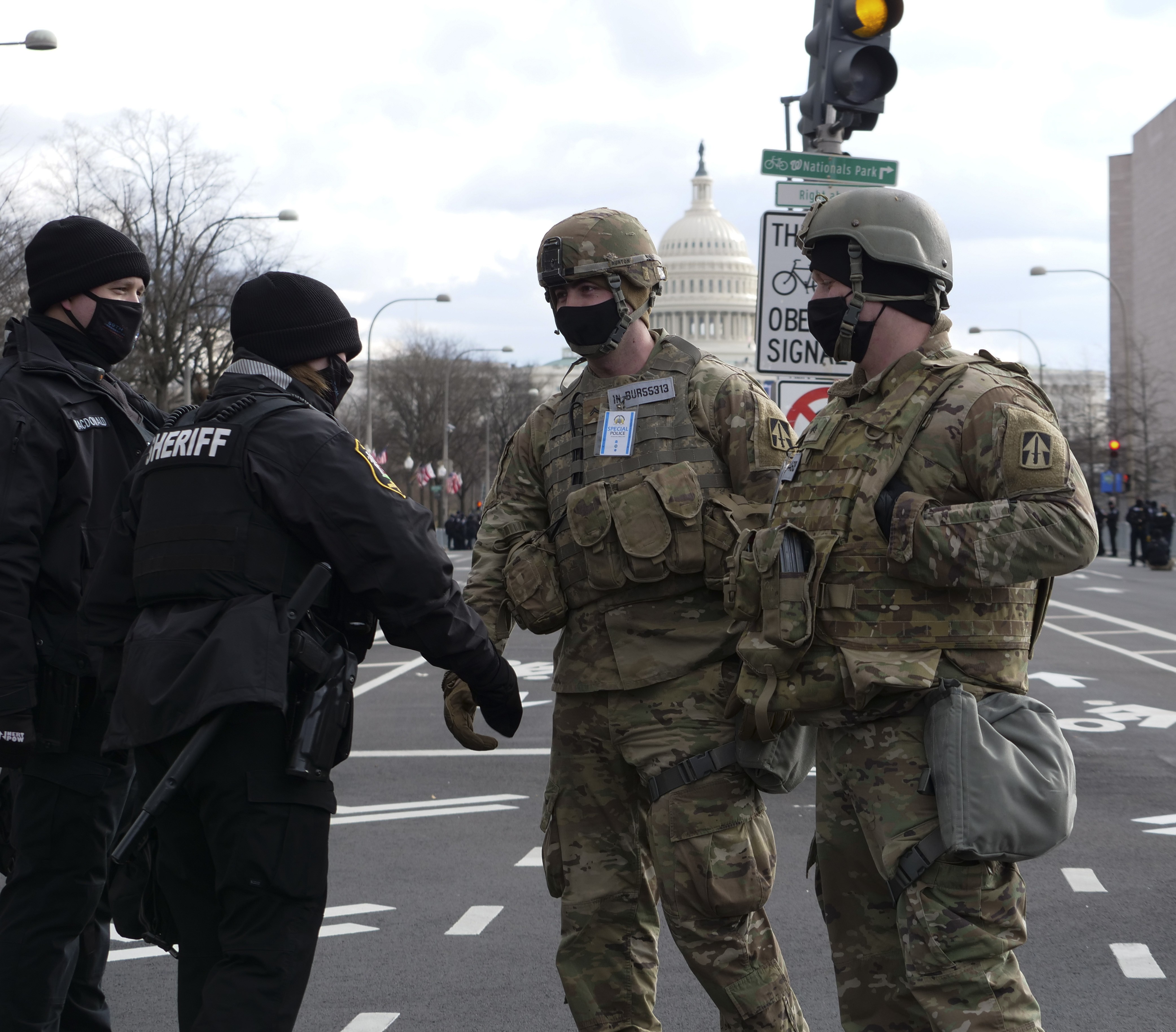
Zusammenarbeit zwischen Sheriff und Nationalgarde

Auf Bundesebene sind die verschiedenen Bundespolizeien für die Aufklärung von Straftaten und die Rechtswahrung verantwortlich. Der Verantwortungsbereich regelt dementsprechend die Zuständigkeit. Auf der Ebene der Bundesstaaten gibt es die Staatspolizei (State Police), die häufig für die Überwachung der Autobahnen sowie den Schutz staatlicher Einrichtung zuständig ist. Im Notfall kann ihr von der Nationalgarde geholfen werden. Auf der Ebene der Countys bzw. Districts sind die (meist direkt gewählten) Sheriffs für alles zuständig, was sich außerhalb der Städte und inkorporierten Gemeinden ereignet. Letztere haben meist eigene Polizeien, welche nur innerhalb der entsprechenden Stadtgrenzen zuständig sind. Allerdings gibt es auch Städte und Gemeinden, die sich die County Sheriffs „ausleihen“.
In den Geschäftsbereichen der meisten Ministerien auf Staats- und Bundesebene gibt es weitere Behörden, die polizeiliche Befugnisse haben. Ferner haben auch städtische Behörden für gewisse Bereiche zusätzliche Ermittlungsbehörden. So wird die Brandermittlung in vielen Städten von teilweise bewaffneten Feuerwehrangehörigen durchgeführt (z. B. in Chicago, New York City). Die Ermittler werden beispielsweise in New York City als Fire Marshall bezeichnet und gehören zum Bureau of Fire Investigation. Gelegentlich haben Universitäten oder andere Behörden vom zuständigen Parlament die Vollmacht erhalten, eigene Polizeidienste zu unterhalten. Auf Bundesebene gibt es zum Beispiel Ermittlungsbeamte bei der Bundespost, Finanz- und Zollbehörde, den Teilstreitkräften Marine, Heer, Luftwaffe, Marineinfanterie, Hafenbehörden, Verkehrsministerium, Handelsministerium etc.
Durch die Struktur der Polizei gibt es in den USA rund 18.000 Polizeibehörden. 97 Prozent der Polizeibehörden in den USA haben weniger als 50 Mitarbeiter. Viele sind finanziell schlecht ausgestattet und mangelhaft ausgebildet. Bei dieser Vielzahl ist eine Überwachung und interne Kontrolle so gut wie unmöglich.

## Ausbildung
Die Ausbildung von Polizisten in den USA ist je nach Behörde unterschiedlich geregelt. Für lokale Polizeien ist sie meist im internationalen Vergleich sehr kurz. Viele Polizeibehörden haben Probleme, überhaupt Interessenten für die Arbeit als Polizist zu finden.
Maki Haberfeld, Professorin für Recht und Polizei in New York kritisierte 2015, dass die Rekruten oft zu jung seien und oft nur einen Schulabschluss besäßen. Haberfeld sagte dem US-Sender NPR, im Durchschnitt dauere die Polizeiausbildung 15 bis 16 Wochen. Polizeischüler lernen dabei vor allem den Gebrauch der Schusswaffe und etwas lokales und Bundesrecht. Zudem kommen ein paar Stunden in verschiedenen Sozialwissenschaften hinzu.

## Finanzierung
Die Polizeibehörden werden von ihrem jeweiligen Auftraggeber finanziert, wobei die Ausstattung je nach Behörde recht unterschiedlich ist. Die Polizeibehörden der Großstädte sind meist sehr gut ausgestattet. Dies ist nach Stuart Schrader, Soziologe an der Johns Hopkins University auch eine Folge ihrer Lobbyaktivitäten, die in den 1990er Jahren ihren Höhepunkt erreichten. Die Kriminalitätsraten in den USA waren 2020 sinkend, dennoch schütze die Polizei „ihre Ressourcen, anstatt Kapazitäten freizugeben“. Sie sei nicht mehr bereit, ihre Gewinne loszulassen und stelle ihre eigennützige Interessenvertretung zunehmend vor ihrer eigentliche Mission, die Verbrechensbekämpfung.

## Polizeiorganisationen

### Lokale Polizeibehörden

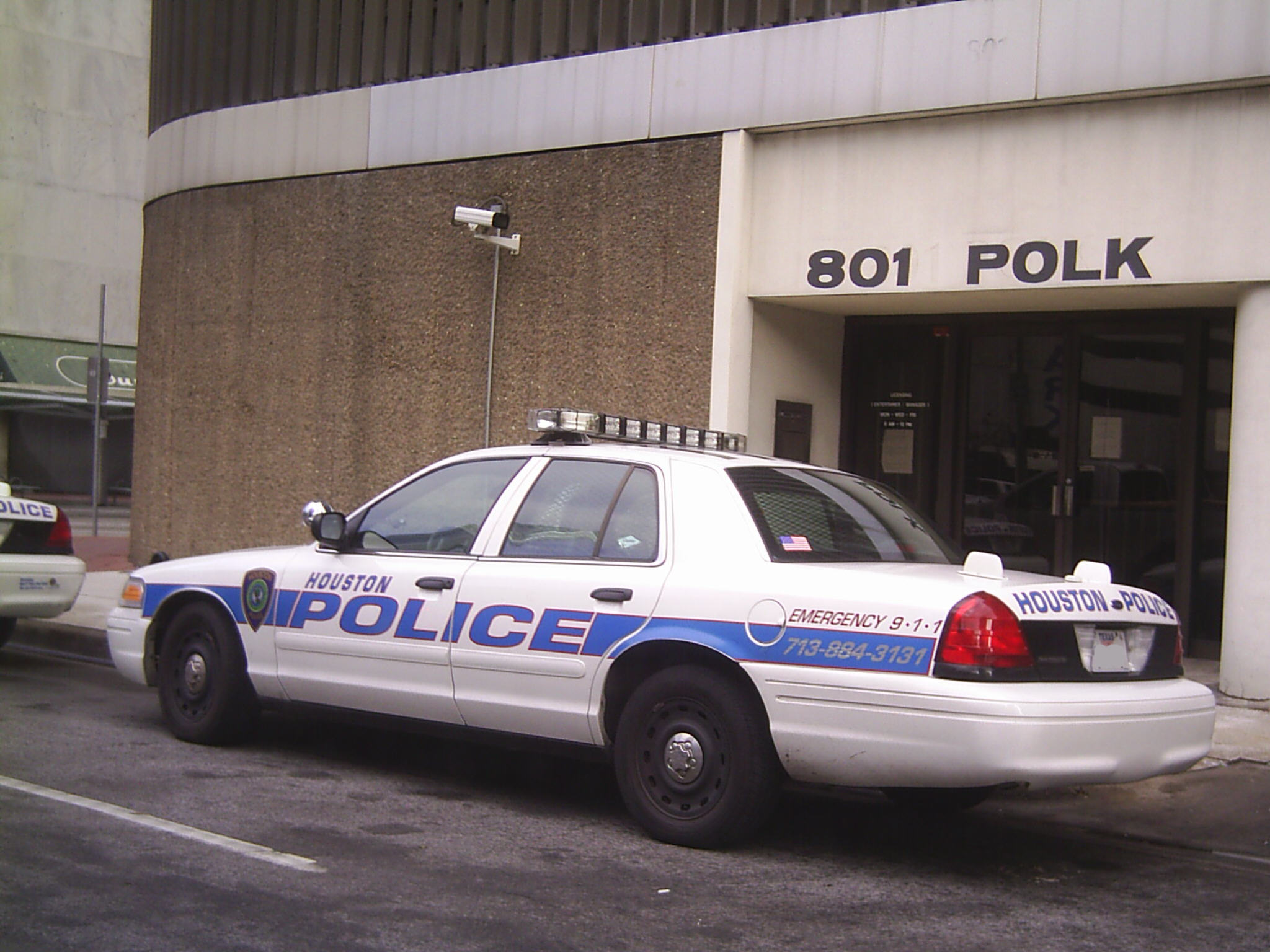
Polizei in Houston

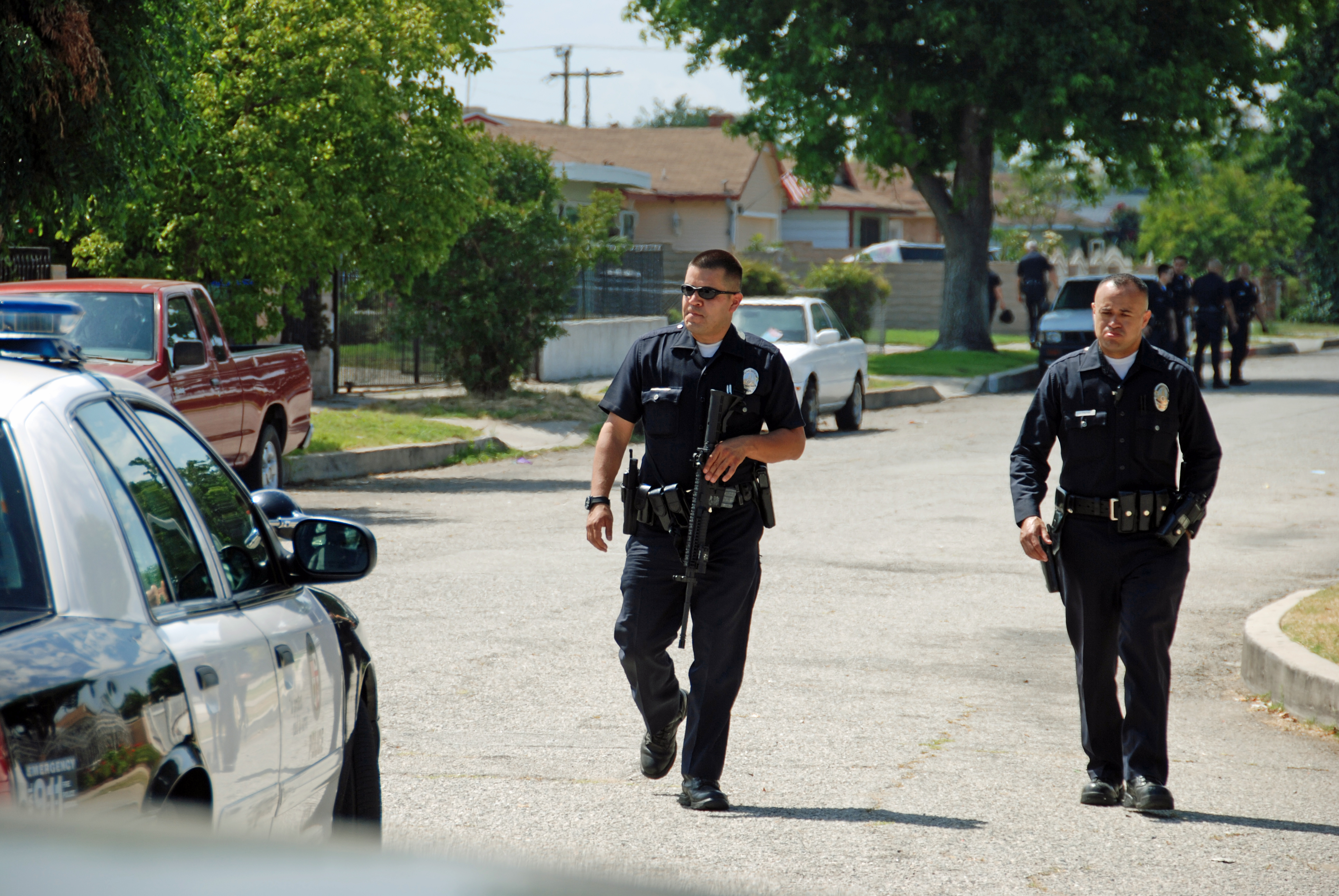
Zwei Officer auf Streife in Los Angeles

Der Begriff „Police“ wird am ehesten für die von den Kommunen angestellten Polizeibeamten angewandt (siehe auch Etymologie). Sowohl die örtliche Polizei der Städte als auch die Sheriffs und die besondere Polizei einer bestimmten Einrichtung haben nur eine strikt gebundene örtliche Befugnis (z. B. eine Universitätspolizei nur auf dem Campus der entsprechenden Universität, die städtische Polizei nur innerhalb der Stadtgrenzen etc.). Durch besondere Vereinbarung können diese Bindungen gelockert werden (wenn z. B. eine Stadt und eine Universität der jeweils anderen Vertragspartnerin das Recht einräumt, in begründeten Fällen auf dem jeweils anderen Gebiet tätig zu werden).
Aufgrund der verteilten Zuständigkeiten gibt es keine einheitliche Struktur der lokalen Polizeiorganisationen. Im ländlichen Raum leitet in der Regel der gewählte Sheriff die Polizei, alle Polizisten werden als Deputy bezeichnet. Wo es wie in vielen Städten eine Trennung zwischen der Schutzpolizei und der Kriminalpolizei gibt, heißen die Schutzpolizisten meist Officer und die Kriminalpolizisten Detective; die Dienststufen werden in der Regel mit militärischen Rängen bezeichnet: Lieutenant, Captain. Der oberste Leiter der Polizei trägt meist den Titel Chief. Bekannte, große Polizeibehörden sind etwa das NYPD und die Port Authority in New York City, das LAPD und LASD in Los Angeles, das Chicago Police Department und das Las Vegas Metropolitan Police Department.
In Fällen, in denen die lokale Polizei nicht die nötigen Ressourcen oder Fähigkeiten hat, kann sie die Zuständigkeit (Jurisdiction) für den Fall oder einzelne Aufgaben an die Polizei des jeweiligen Bundesstaates abgeben. Das gilt insbesondere für Großereignisse oder Kriminalfälle, in denen besondere Ermittlungsmethoden erforderlich sind. Im Fall von Straftaten, die die Grenzen zwischen Bundesstaaten überschreiten oder die aus einem Katalog besonders schwerer Taten stammen, kann u. a. das FBI die Zuständigkeit an sich ziehen.

#### Besondere Aufgaben

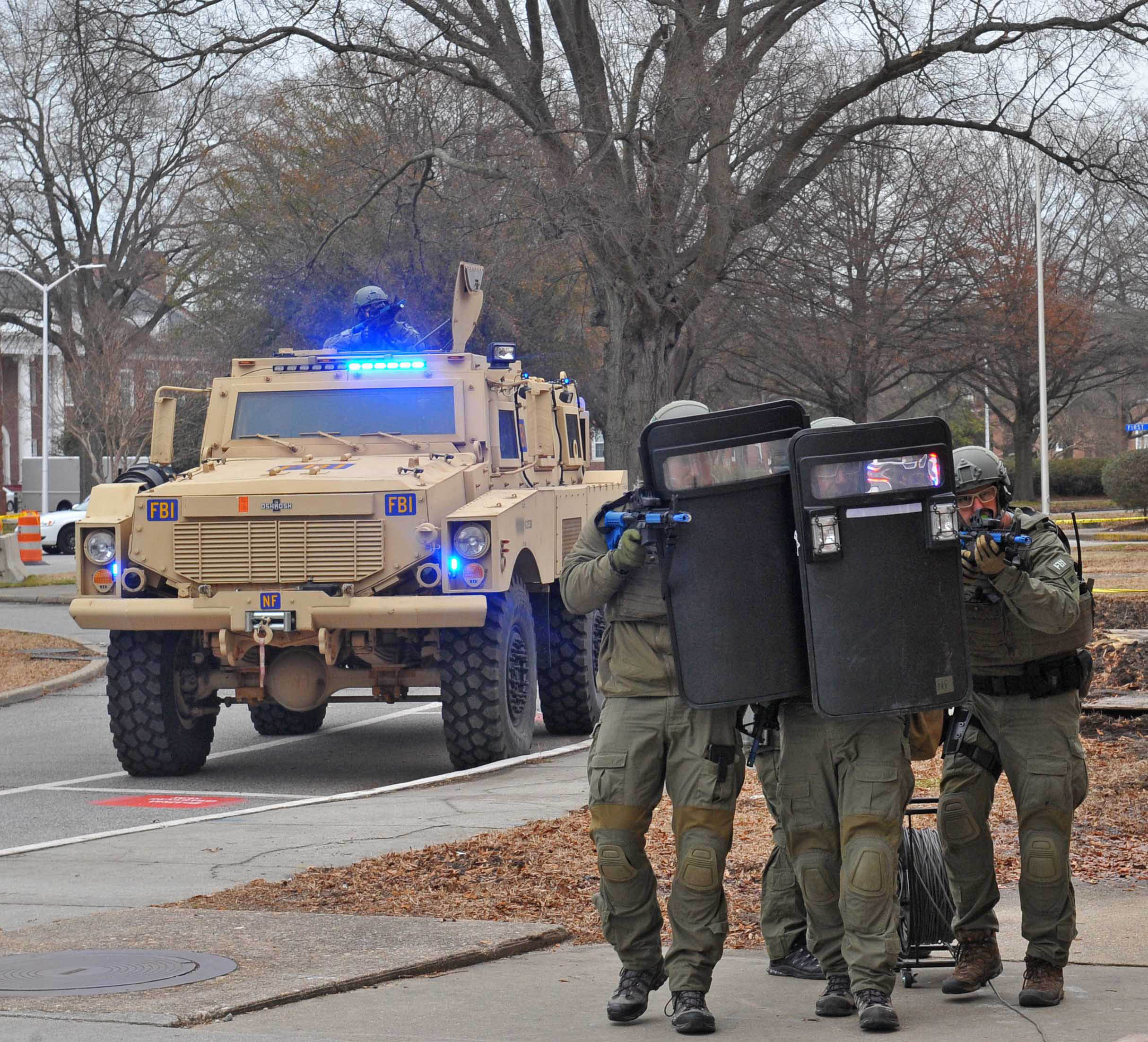
Ein FBI-SWAT-Team

Den Ermittlungsbehörden unterstehen je nach Bundesstaat auch besondere Einrichtungen und Einheiten. Alle Bundesstaaten, die Bundespolizeibehörden und einige große örtliche Polizeien unterhalten kriminaltechnische Labore (CSI / CSU), in etwa einem Drittel aller Regionen untersteht der Polizei auch der Medical examiner, zuständig für die Untersuchung von nicht-natürlichen oder ungeklärten Todesfällen.
Alle überregionalen und inzwischen auch sehr viele lokale Polizeibehörden unterhalten ein oder mehrere als SWAT-Team (Special Weapons and Tactics) bezeichnete Spezialeinheiten für besondere Gefahrensituationen. Sie sind besonders ausgerüstet (weapons) und ausgebildet (tactics) für spezielle Einsätze, mit denen die allgemeinen Polizeikräfte überfordert wären. Seit 2001 werden alle Polizeieinheiten und besonders die SWAT-Teams verstärkt auf die Terrorabwehr ausgerichtet. Dieser Trend beschleunigte sich mit dem Abzug der US-Armee aus dem Irak und Afghanistan. Die Armee stellt seitdem nicht mehr gebrauchte Ausrüstung wie Waffen, gepanzerte Fahrzeuge, aber auch Kommunikations- und Überwachungsgeräte allen Polizeieinheiten kostenlos zur Verfügung und trainiert sie in deren Gebrauch (siehe unten). In der Folge wird Polizeibehörden im ganzen Land vorgeworfen, dass sie ihre Arbeit verstärkt unter militärischen Gesichtspunkten ausführen und das polizeiliche Gegenüber als militärischen Feind behandeln würden. Davon werden weit überproportional Minderheiten, insbesondere Afroamerikaner und Latinos betroffen. Durchsuchungen wegen geringfügigen Drogendelikten werden von SWAT-Teams mit gepanzerten Fahrzeugen und schweren Waffen durchgeführt.
Das FBI führt landesweite Datenbanken, etwa für Fingerabdrücke, DNA-Spuren und andere kriminaltechnische Informationen. Für Spurenuntersuchungen von Farben und Lacken greifen Kriminaltechniker in den USA auf die Paint Data Query-Datenbank der Royal Canadian Mounted Police zurück.

### Polizeien der Bundesstaaten und des Bundesdistriktes
Die einzige USA-weite Standardisierung bei den Polizeien ist der Polizeinotruf 911, der von fast jedem öffentlichen Telefon und aus fast jedem Mobilfunknetz gebührenfrei angerufen werden kann.
Die Aufgabenbereiche der Polizei eines Bundesstaates liegen meist in der Verkehrsüberwachung von höherrangigen Straßen und in der Unterstützung der lokalen Polizeieinheiten. In einigen Bundesstaaten werden die Mitglieder der „State Police“ auch als „State Trooper“ bezeichnet. Üblicherweise tragen sie militärische Dienstgrade, wobei diverse Ränge ausgelassen werden. Wegen ihrer originären Aufgabe zur Überwachung der Fernstraßen wird die Polizei mancher Bundesstaaten auch Highway Patrol genannt.

#### State Police
Die Einrichtung einer „State Police“ gibt es in
- Alaska (Alaska State Troopers)
- Arkansas
- Connecticut
- Delaware
- Idaho
- Illinois
- Indiana
- Kentucky
- Louisiana
- Maine
- Maryland
- Massachusetts
- Michigan
- New Hampshire
- New Jersey
- New Mexico
- New York State
- Oregon (Oregon State Police)
- Pennsylvania
- Rhode Island
- Vermont
- Virginia
- West Virginia

#### Highway Patrol
„Highway Patrols“ gibt es in
- Alabama
- Arizona (siehe auch Arizona Rangers)
- Florida
- Kalifornien (California Highway Patrol)
- Kansas
- Mississippi
- Montana
- Nevada
- Oklahoma
- South Carolina
- South Dakota (South Dakota Highway Patrol)
- Tennessee
- Texas (siehe auch Texas Rangers)
- Utah
- Wyoming

#### State Highway Patrol
Eine „State Highway Patrol“ gibt es in
- Missouri
- North Carolina
- North Dakota
- Ohio

#### State Patrol
Eine „State Patrol“ gibt es in
- Colorado
- Georgia
- Minnesota
- Nebraska
- Iowa
- Washington
- Wisconsin

#### Hawaii
Aufgrund der geographischen Besonderheiten Hawaiis gibt es keine Highway Patrol oder State Police. Die vier Polizeibehörden der Landkreise übernehmen ihre Aufgaben und das State of Hawaii Sheriff’s Office übernimmt nur koordinierende Aufgaben. Zudem gibt es für Ermittlungsaufgaben die State of Hawaii Attorney General’s Investigations Division. Für die weitere übergeordnete Unterstützung der lokalen Polizeieinheiten ist das Hawaii Department of Public Safety zuständig.

#### Washington (D.C.)
In Washington sind derzeit etwa 30 verschiedene Polizeibehörden tätig. Der District of Columbia (DC) besitzt eine eigene Polizei, die im gesamten Gebiet des Distrikts, nur nicht innerhalb der Regierungsgebäude, tätig wird. Die Polizisten des Metropolitan Police Department Columbia (MPDC) tragen eine dunkelblaue, fast schwarze Uniform mit weißem Oberhemd, die Streifenwagen sind weiß. Die Stadt ist in sieben sogenannte Police Service Areas unterteilt, welche wiederum in Districts unterteilt sind. Eine Besonderheit ist die zusätzliche gebührenfreie Rufnummer 311, die neben der Notrufnummer 911 besteht. Die Rufnummer 311 ist für weniger dringende Meldungen (Sachbeschädigungen, Diebstähle, wenn der Täter nicht mehr vor Ort ist, Parkbehinderungen) und Auskünfte vorgesehen.
Die Kriminalpolizei ist eine Abteilung innerhalb der MPDC. Sie ist für alle Straftaten mit Ausnahme der Brandermittlungen zuständig. Brandermittlungen werden, wie in den USA in nahezu allen Großstädten üblich, von Feuerwehrleuten mit polizeilichen Befugnissen und einer polizeilichen Zusatzausbildung wahrgenommen und nicht von Polizisten. Diese Feuerwehrleute sind in der Regel auch bewaffnet. So auch beim Fire and Emergency Medical Services Department (FEMS), das mit denselben finanziellen Problemen wie die Polizei zu kämpfen hat. Die Brandermittler der Feuerwehr tragen Zivilkleidung oder die Ausgehuniform der Feuerwehr. Neben diesen Ämtern mit polizeilichen Aufgaben gibt es noch das Police and Firefighters' Retirement and Relief Board für Aufgaben, die im Zusammenhang mit Ruhestand und Dienstunfähigkeit stehen und das Office of Police Complaints, das für Ermittlungen bei Dienstvergehen von Polizisten zuständig ist.
Für den Bereich des Kapitols ist die dem Kongress unterstehende United States Capitol Police mit etwa 1700 Polizisten zuständig. In den Bundesgebäuden sind entweder Beamte des Secret Service, des Federal Bureau of Building Management oder der Militärpolizei zuständig.

#### Navajo Nation und Oglala Lakota Nation Police
Eine Besonderheit stellen die Polizeibehörden der indigenen Ethnien Amerikas („Indianer“) dar. Die zahlenmäßig größte ist die Reservatspolizei der Navajo Nation in Arizona, die Navajo Nation Police, die auch eigene Justizgefängnisse betreibt. Eine weitere große Polizeibehörde betreibt das Oglala Lakota Nation's police department.

### Polizeien auf Bundesebene

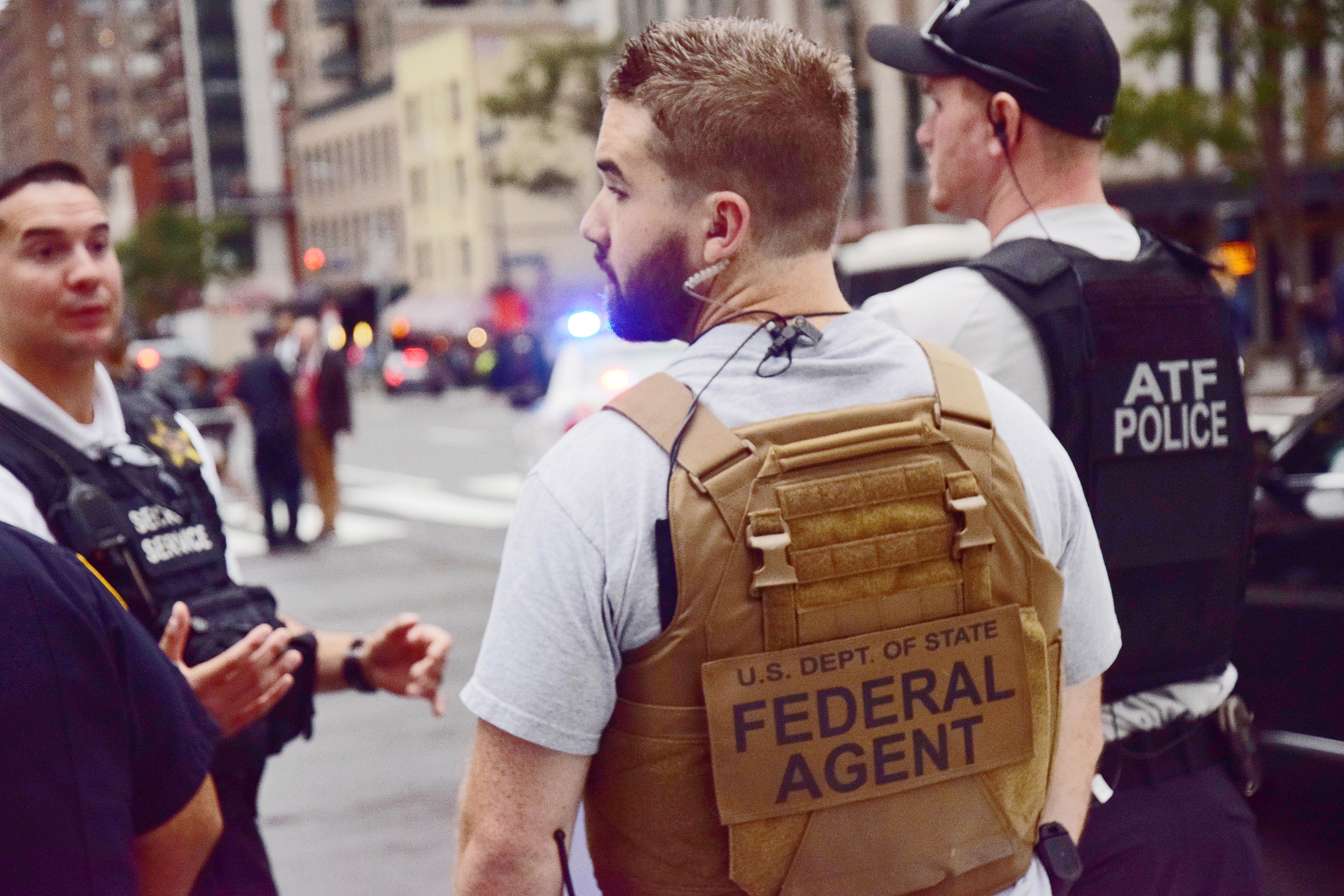
Mehrere Federal Agents (also Bundespolizisten) kooperieren in New York City. Hier (v. l. n. r.): Secret Service, DSS und ATF

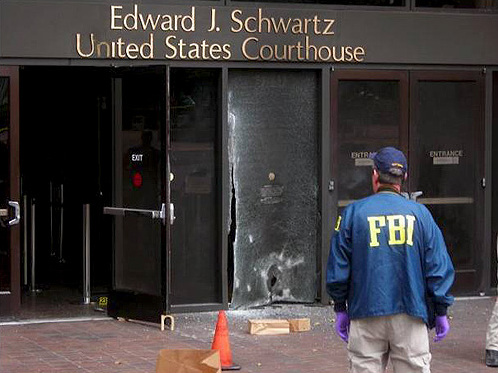
Ein FBI-Agent bei einer Ermittlung (2008)

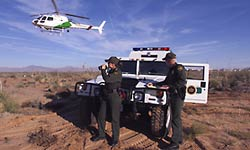
Die US Border Patrol überwacht die US-Grenze zu Mexiko.

Jedes US-Bundesministerium unterhält eine eigene Polizeibehörde zum Schutz und zur Ermittlung von Vergehen im jeweiligen Zuständigkeitsbereich. Dazu gehören (Auswahl):
- Department of Justice
  - Federal Bureau of Investigation (FBI)
  - Bureau of Alcohol, Tobacco, Firearms and Explosives (ATF)
  - Drug Enforcement Administration (DEA)
  - United States Marshals Service
- Department of Homeland Security
  - United States Coast Guard
    - Coast Guard Investigative Service (CGIS)
    - United States Coast Guard Police (CGPD)

  - United States Customs and Border Protection (CBP)
    - United States Border Patrol (USBP)

  - United States Immigration and Customs Enforcement (ICE)
  - United States Secret Service (USSS)
  - Transportation Security Administration (TSA)
  - Federal Protective Service (FPS)
- Department of Defense
  - United States Pentagon Police (USPPD)
  - Department of the Army
    - United States Army Criminal Investigation Command (CID)
    - United States Army Military Police Corps

  - Department of the Navy
    - Naval Criminal Investigative Service (NCIS)
    - United States Marine Corps Criminal Investigation Division (USMC CID)
    - Masters-at-Arms

  - Department of the Air Force
    - United States Air Force Office of Special Investigations (AFOSI)
    - United States Air Force Security Forces
- Department of the Treasury
  - Internal Revenue Service (IRS)
  - United States Mint Police (USMP)
- Department of Agriculture
  - US Forest Service Law Enforcement & Investigations
- Department of the Interior
  - United States Park Police
- Department of State
  - Diplomatic Security Service (DSS)
- Department of Veteran Affairs
  - United States Department of Veterans Affairs Police

Daneben unterhält auch der Kongress mit der US Capitol Police sowie der Oberste Gerichtshof mit der Supreme Court Police eigene Polizeieinheiten. Hinzu kommen bewaffnete Einheiten eigenständiger Behörden, wie der CIA Security Protective Service, das NASA Office of Protective Services, die Library of Congress Police, der United States Postal Inspection Service der US Post, das Amtrak Police Department, die Federal Reserve Police, das EPA Office of Enforcement oder das Smithsonian Office of Protective Services.

## Probleme

### Diskriminierung und Polizeigewalt

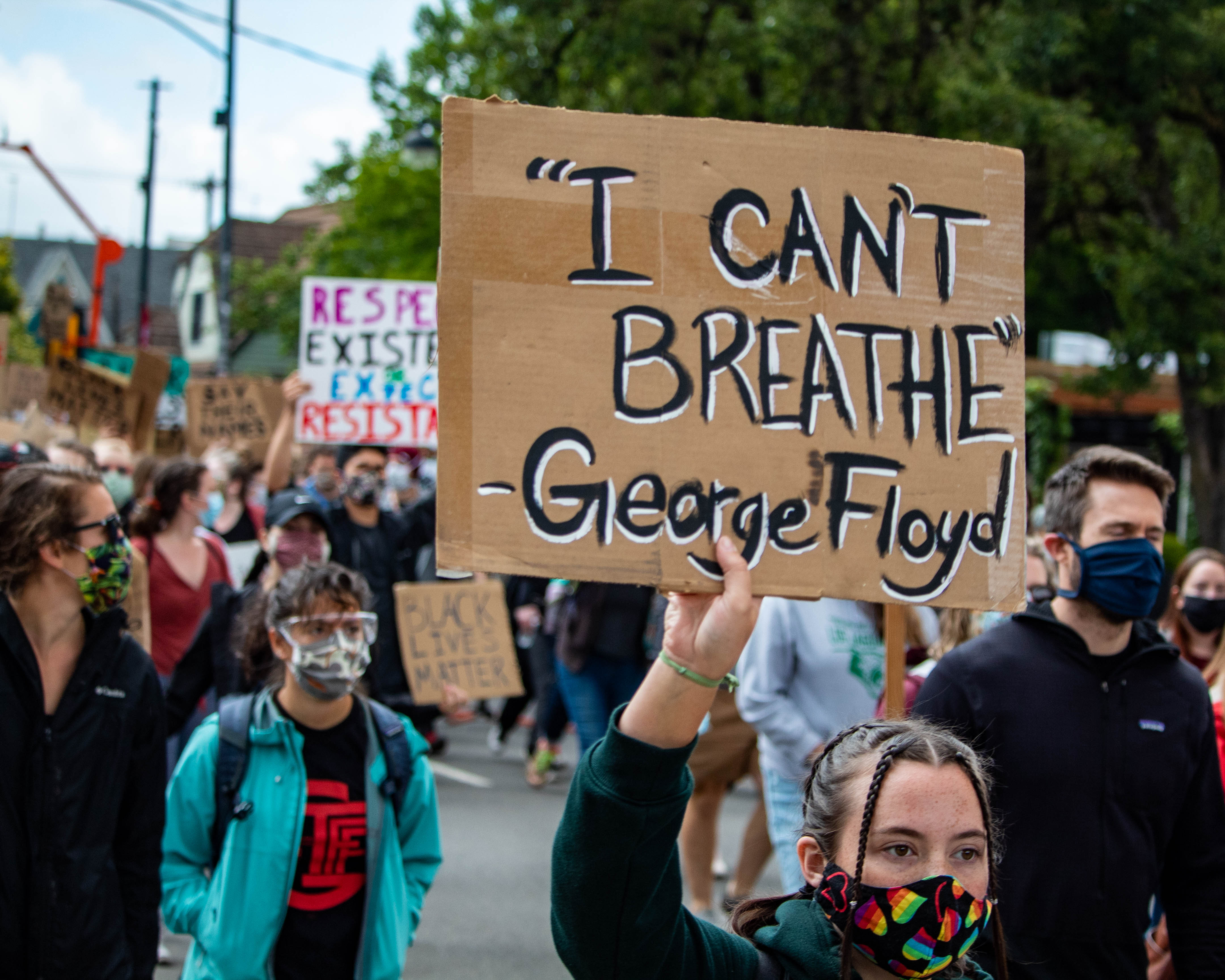
Proteste nach dem Fall George Floyd

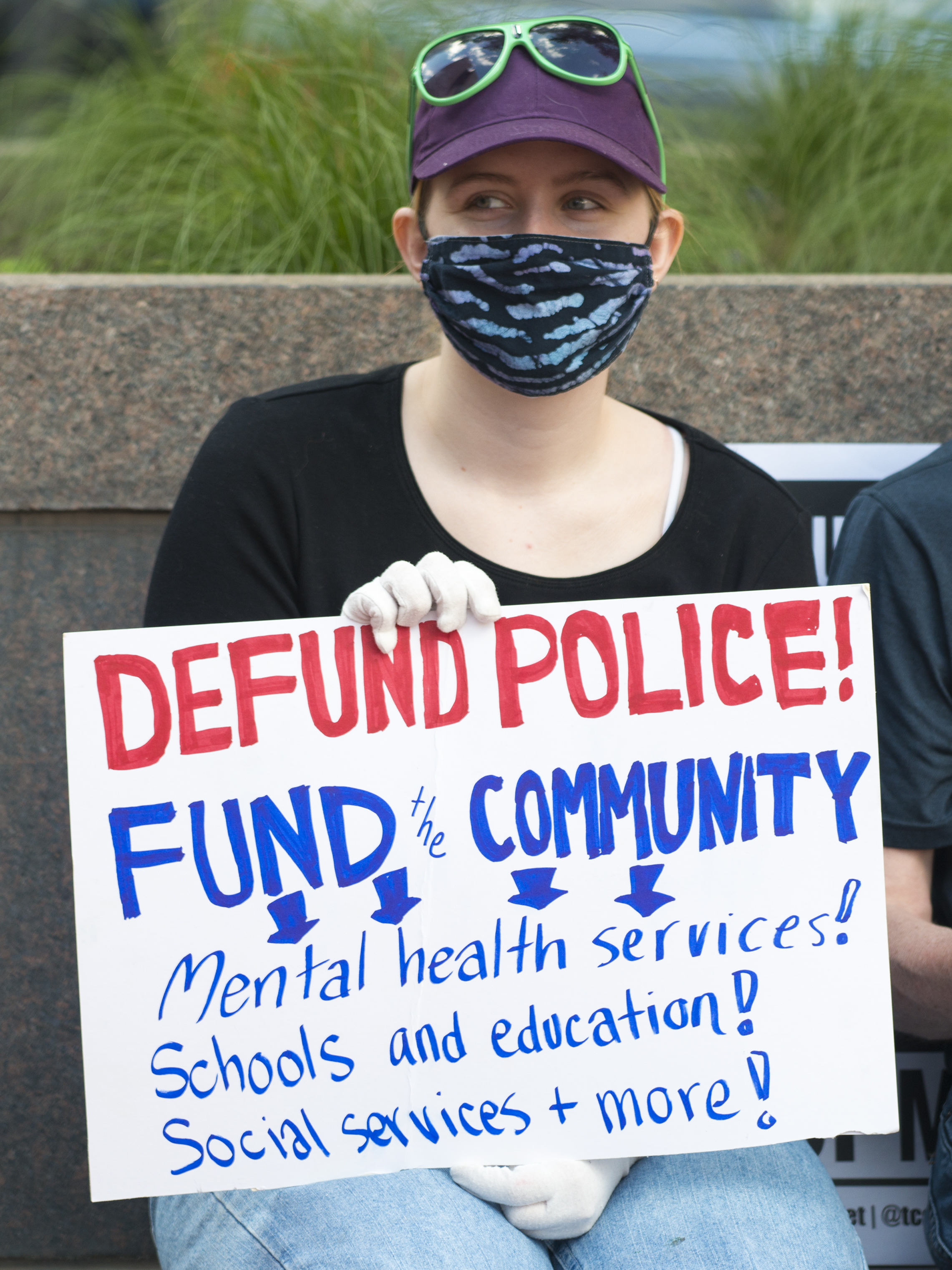
Eine Demonstrantin bei den Black-Lives-Matter-Protesten fordert Desinvestition bei der Polizei.

Schlechte polizeifachliche Ausbildung und Praxis, ungerechtfertigte Tötungen und rassistische Diskriminierung sind in den Polizeien der Vereinigten Staaten weit verbreitet. Insgesamt gab es 2019 1.099 Tötungsfälle durch Polizisten.
Davon waren 24 Prozent Schwarze, obwohl sie nur 13 Prozent der Bevölkerung ausmachen. Die Wahrscheinlichkeit, im Zuge eines Einsatzes durch Polizeibeamte erschossen zu werden, ist für Afroamerikaner 3,7 Mal und für Hispanische Amerikaner 3,3 Mal höher als für Weiße. Als Folge ist das Vertrauen in ein angemessenes und rechtmäßiges Vorgehen der Strafverfolgungsbehörden bei vielen US-Bürgern gestört.
Die Polizei wird von Bürgerrechtsgruppen, von Vertretern der Indianerreservaten und der Politik immer wieder für ihre Arbeit und das brutale Vorgehen kritisiert. Erst in den Jahren 2014 und 2015 wurde das Thema rassistisch motivierter Übergriffe und Tötungen durch US-Polizisten international thematisiert. Nach der Tötung eines 18-jährigen afroamerikanischen Jugendlichen durch einen Polizisten 2014 kam es zu andauernden Unruhen und Demonstrationen gegen rassistische Polizeigewalt, zur Entsendung der Nationalgarde und zur Verhängung nächtlicher Ausgangssperren. Nachdem eine Grand Jury im November 2014 entschieden hatte, kein Verfahren gegen den Polizisten zu eröffnen, kam es zum Teil zu gewaltsamen Protesten in mehr als 170 Städten der USA.
Auch bei den Black Lives Matter Protesten im Jahr 2020 kritisierte Amnesty international überzogene Gewalt vieler Behörden gegen Demonstranten, Sanitäter und Journalisten.
Vielen Polizeibehörden wird struktureller Rassismus vorgeworfen, d. h., sie gehen schärfer gegen First Americans, Schwarze und Hispanics vor. Bekannt wurden im Jahr 2014 die drei afroamerikanischen US-Bürger Michael Brown, Tamir Rice und Eric Garner, die durch Polizeigewalt ums Leben kamen. Proteste und Ausschreitungen in vielen Städten waren die Folge. 2020 wurden u. a. die Fälle von George Floyd und Jacob Blake bekannt, die bei Polizeieinsätzen in Minneapolis und Kenosha getötet wurden.
Der Schusswaffengebrauch von US-Polizisten führte laut Angaben der US-Zeitung The Washington Post 2019 zu  999, 2020 zu 1.021 und 2021 zu 1.055 Toten. Seit 2015 sollen laut Washington Post mehr als 5.000 Tote durch Schusswaffengebrauch von US-Polizisten zu verzeichnen sein.

### Militarisierung durch das Programm 1033

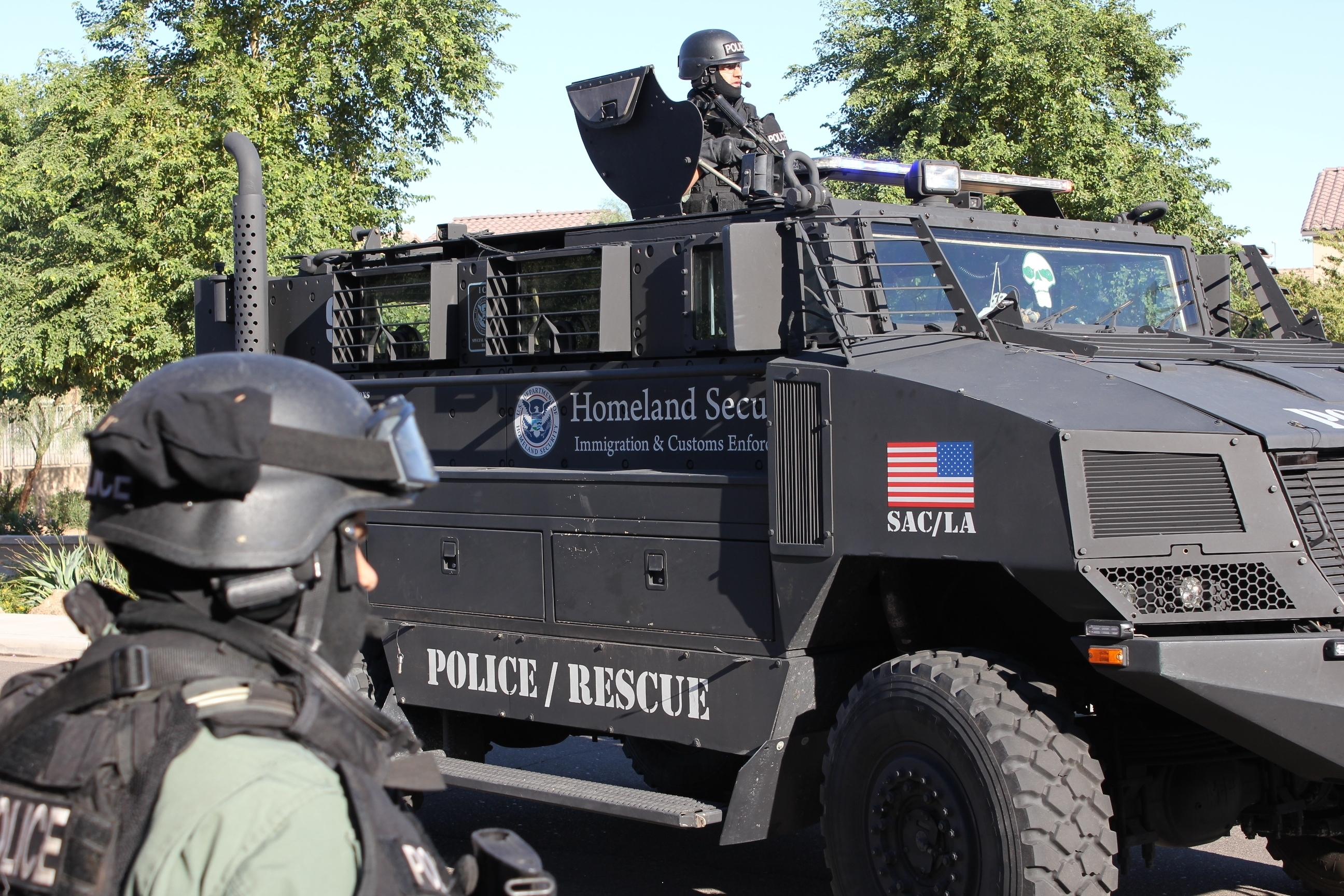
Ein gepanzertes Fahrzeug der ICE

Seit 1997 regelte das „1033 Program“ die formell leihweise, kostenlose Überlassung überzähligen Militär-Equipments an US-Sicherheitsbehörden. Ursprünglich als Hilfe für unterfinanzierte US-Polizeibehörden gedacht, wurden auch kleine Polizeiwachen mit ehemaligem Kriegsgerät aufgerüstet. Kritiker behaupten, diese Form der Aufrüstung fördere eine Eskalation der Gewalt und unangemessenes Verhalten der Polizei.
Militärgüter im Wert von 4,3 Milliarden US-Dollar gingen bis 2014 an Polizeibehörden. Organisiert wird dies durch das „Law Enforcement Support Office“ (Leso) des Pentagon. Die Behörde ist Teil der Defence Logistic Agency, die auch den Verkauf von ausgedientem US-Militärgut an andere Einrichtungen abwickelt. Über 400 gepanzerte, 18 Tonnen schwere Fahrzeuge gingen seit 2006 in die Fuhrparks US-amerikanischer Polizeibehörden über. Dazu kamen 435 weitere gepanzerte Fahrzeuge vom Humvee über armierte Lkw bis hin zu Kettenpanzern. 533 Flugzeuge und Helikopter sowie 93.763 militärische Maschinengewehre wurden weitergegeben (nach „New York Times“). Des Weiteren wurden Munition, Nachtsichtgeräte, Granatwerfer, Schalldämpfer und auch Drohnen geliefert.

### Auswirkungen der Strategie „Broken Windows“
1982 veröffentlichten die US-Soziologen George L. Kelling und James Q. Wilson ein für die US-Polizeiarbeit, vor allem in Großstädten bahnbrechendes Essay. Die „Broken-Windows-Theorie“ besagt, dass wenn in einem Haus ein Fenster zerschlagen und nicht repariert wird, bald alle Fenster zerschlagen werden. Übertragen auf die Strafverfolgung bedeutet dies, dass selbst kleinste Delikte (Falschparken, Ruhestörung, Kleinkriminalität) sofort geahndet werden sollten. Das NYPD verfolgt diese Nulltoleranzstrategie. Kritiker sehen darin mit einen Grund, warum immer wieder Menschen wegen Banalitäten von Polizisten erschossen werden.

## Einzelbelege
1. ↑  The race problem in black and white. Abgerufen am 11. Juni 2020 (englisch).
2. ↑  Bureau of Justice Statistics: Archivierte Kopie (Memento des Originals vom 26. Februar 2013 im Internet Archive)  Info: Der Archivlink wurde automatisch eingesetzt und noch nicht geprüft. Bitte prüfe Original- und Archivlink gemäß Anleitung und entferne dann diesen Hinweis.
3. ↑  https://www.tagesschau.de/ausland/usa-polizeiausbildung-101.html
4. 1 2  Marie Astrid Langer: Die Ausbildung zum Polizisten dauert in den USA durchschnittlich gerade einmal 19 Wochen NZZ, 1. Juni 2020, abgerufen am 2. Juni 2020
5. ↑  https://www.tagesschau.de/ausland/usa-polizeiausbildung-101.html
6. ↑  Jeffrey Sommers: Rassismus in den USA - Warum Amerikas Polizei so häufig und so kläglich versagt TSP, 4. Juni 2020, abgerufen am 11. Juni 2020
7. ↑  Deutsche Welle (www.dw.com): USA: Warum die Polizei so viel Macht hat | DW | 07.06.2020. Abgerufen am 5. Dezember 2020 (deutsch).
8. ↑  National Academy of Science: Strengthening Forensic Science in the United States: A Path Forward. 2009
9. ↑  ACLU: War Comes Home. 2014
10. ↑  citylab: Where the War on Drugs Is Actually Like a War Zone. 25. Juni 2014
11. ↑  State of Hawaii Attorney General’s Investigations Division
12. ↑  Navajo Police force. navajodps.org (Engl.)
13. ↑  Stewart Wakeling, Miriam Jorgensen,  Susan Michaelson, Manley Begay: Policing on American Indian Reservations. Washington D.C.: United States Department of Justice; 2001. p. vi. Online
14. ↑  Polizeigewalt in den USA: Mehr als Rassismus. Abgerufen am 3. September 2020.
15. ↑  tagesschau.de: Polizistenausbildung: In 19 Wochen zum US-Cop. Abgerufen am 3. September 2020.
16. ↑  Infografik: Schwarze werden häufiger Opfer tödlicher Polizeigewalt. Abgerufen am 3. September 2020.
17. ↑  Jürgen Schmieder: Statistik der Schüsse. Abgerufen am 3. September 2020.
18. ↑  Ferdinand Kuchlmayr, Alexander Epp: Polizeigewalt in den USA: Wie das Töten verhindert werden kann – Der Spiegel – Politik. Der Spiegel, abgerufen am 3. September 2020.
19. ↑  Markus C. Schulte von Drach: Amnesty wirft US-Polizei Menschenrechtsverletzungen vor. Abgerufen am 3. September 2020.
20. ↑  Elise Hansen: The forgotten minority in police shootings. CNN, 13. November 2017, abgerufen am 22. Juli 2020 (englisch).
21. ↑  Fatal Force. 1,021 people have been shot and killed by police in the past year. Washington Post, 9. Februar 2022.
22. ↑  Delia Friess: USA: Polizei erschießt mehr Menschen als jemals zuvor, fr.de, 10. Februar 2022.
23. ↑  Frank Patalong: Militarisierung der US-Polizei: Dein Freund und Panzerfahrer. In: Spiegel Online. 22. Juni 2014, abgerufen am 9. Juni 2018.
24. ↑  Marc Pitzke: Rassismus und Polizeigewalt in USA: Die Broken-Windows-Theorie. In: Spiegel Online. 17. Dezember 2014, abgerufen am 17. April 2020.